# (639) Latone
(639) Latone est un astéroïde de la ceinture principale de diamètre 71,25 km qui fut découvert le 19 juillet 1907 à Heidelberg par l'astronome allemand K. Lohnert.
Sa désignation provisoire était 1907 ZT.
Il tient son nom de Léto (en latin Latona), la mère d'Artémis et Apollon dans la mythologie grecque.